# トロール船

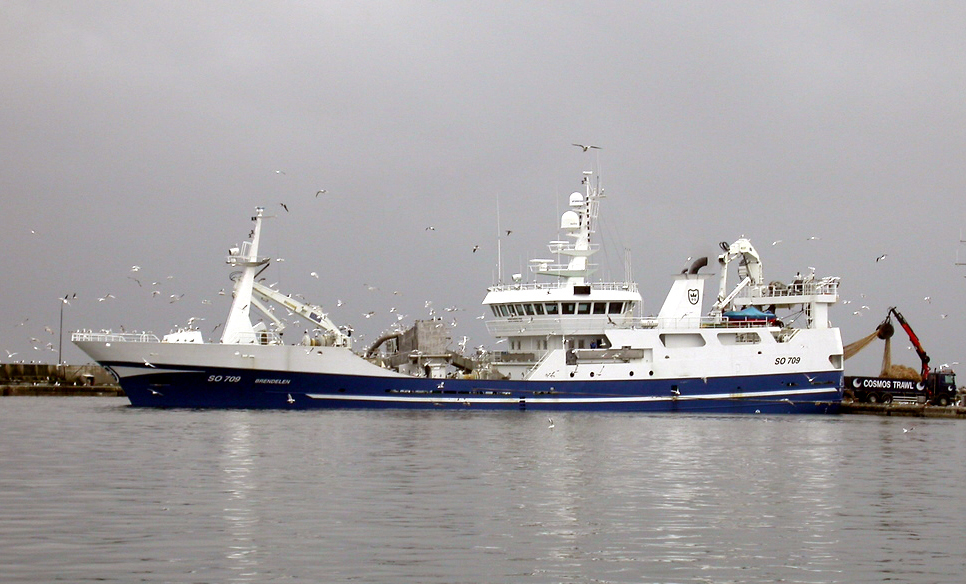
デンマークの近代的トロール船

トロール船（トロールせん、 英語: trawler）とは、トロール網を使用した漁業のための漁船のこと。
なお、トロール船（trawler）の呼称は、トロール船とよく似た形状のプレジャーボートにも使われる。

## 概要
トロール網は漁網の一種で、海底や調定された深度をさらうものである。
近代的な「岩飛び式」のトロール網は、網がでこぼこした海底で破れないように、頑丈なゴム製の車輪を付けている。水深55-75mの海中で操業するが、近代的なトロール船は水深900m程度の海域で操業することも多い。実験的な操業が、それ以上の水深で行われたこともある。
漁獲物を保存する冷蔵設備が設けられているものが多く、各船ごとに大きさは異なるが、ある程度の大きさのある沿～遠洋型のトロール船では、冷蔵船倉が一杯になるまで数週間にわたって操業する船もある。

## 歴史

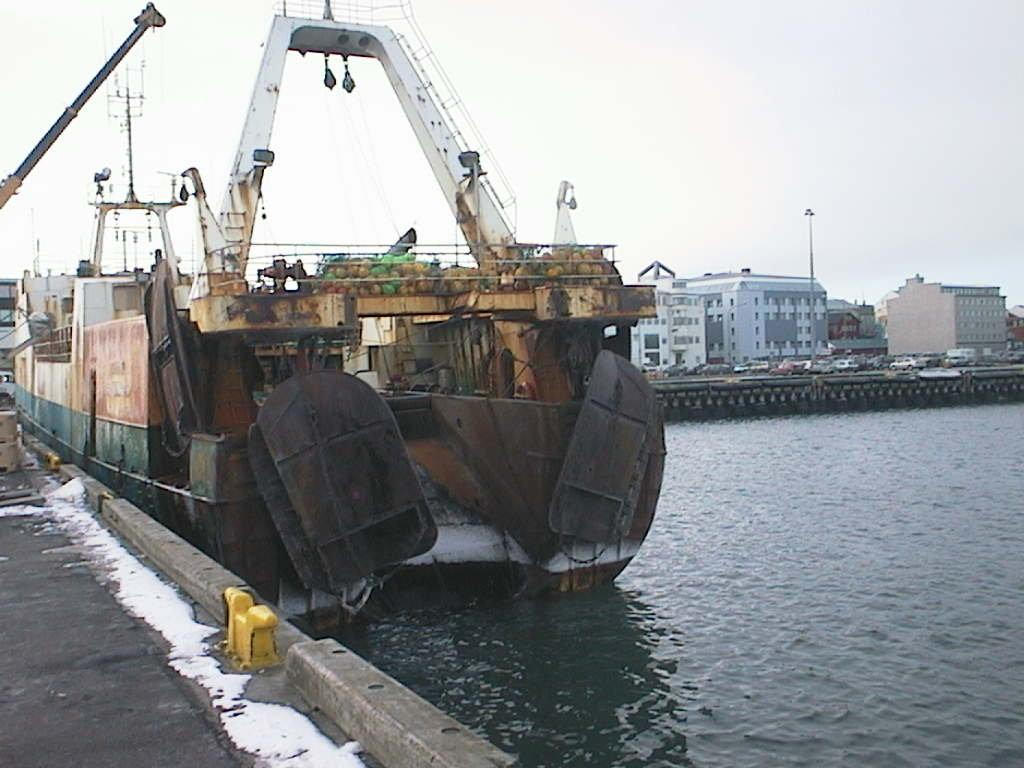
アイスランドの近代的トロール船の船尾ランプ　ここよりトロール網を繰り出す

中世において、デヴォン州のブリクサムはイングランド南西部で最大の漁港であり、トロール船が発明された港としても有名である。ブリクサムはイングランド全体で最大の漁港であった。
初期のトロール網漁は、スマックと呼ばれる縦帆式の引き網漁船を別の外輪船が曳航する形で初められた。1881年にビーム式のトロール網を装備した蒸気トローラー、ゾディアック号が建造された。ビーム式には平坦な海底にしか使えない欠点があったが、1892年にスコットランドで複雑な海底地形に対応できるオッター・トロールが開発された。オッター・トロールは1895年にはイギリスの北海漁船団の標準装備となり、今日のトロール船の原型となっている。
オッター・トロールによる漁獲量は帆船時代に比べ6倍となり、1890年代には早くも漁業資源の減少が懸念され始めていた。また、漁獲量の急激な増大は魚の値下がりを招き、漁民や市場は大漁貧乏という混乱に陥った。
19世紀にブリクサムで発明されたトロール船は世界中で模倣され、各地の漁船団に影響を与えた。ブリクサムの特徴的なトロール船は「Torbay Lass」（訳注：トーベイの娘っ子」というほどの意か）としてよく知られ、その姿に触発された「レッドセイル・イン・サンセット」(en)という曲もある。ブリクサムは「深海漁師の母」としても知られ、そのトロール船は沿岸中で操業してハル、グリムズビー、ローストフの水産業の発展に寄与した。1890年代の同地にはおよそ300隻のトロール船があって、それらの大部分は船主が船長を兼ねていた。
イングランドにおける最大のトロール漁港は、北東部にある前述のヨークシャー州のハル（キングストン・アポン・ハルとも）である。1970年代からはスコットランド北東のピーターヘッドがヨーロッパ最大のトロール漁港となっていた。1980年代の最盛期には、500隻のトロール船がピーターヘッドを母港とし、それぞれが一週間の漁労を行っていた。しかし、ここ数十年は乱獲を防ぐために漁船数と水揚げ量に制限が加えられたため、ピーターヘッドはかなり衰退してしまった。

## 軍用艦艇としてのトロール船

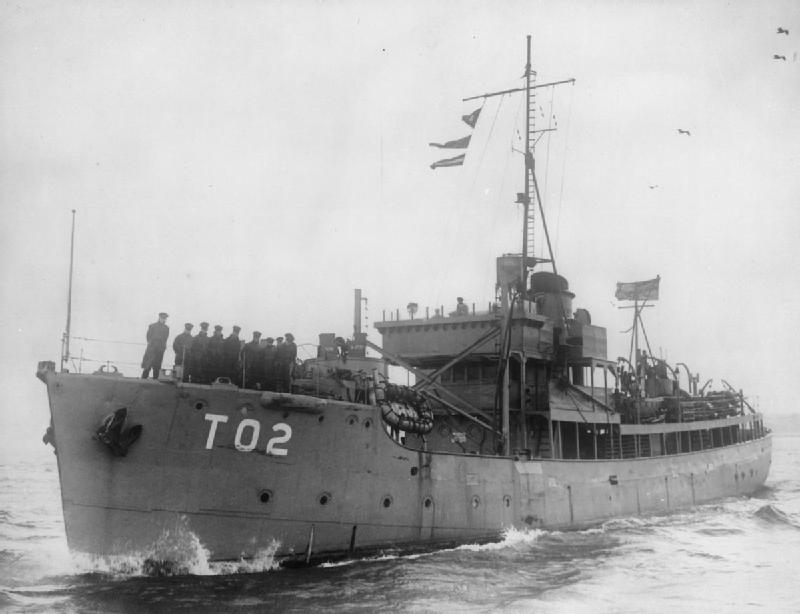
イギリス海軍所属のツリー級トローラーの1隻、アケイシャ（アカシアの英語読み）（HMT T02 Acacia)
1946年7月撮影

第一次世界大戦および第二次世界大戦中、多くのトロール船が徴用され掃海艇として使用された。これは掃海具を海中に投入して曳航し、海底や調定された深度をさらうという掃海活動がトロール船の漁法に似ており、トロール船の設備が転用できるほか、乗組員も特別に訓練を積まずともその種の作業に慣れていたからである。
これらの徴用掃海艇は哨戒任務にも従事し、イギリス等では「掃海艇としての能力を持つ近海用哨戒艇」の艦種区分の一つに「哨戒トローラー（Patrol trawler）」もしくは単に「トローラー（Trawler）」という名称をつけている。これには、徴用トロール船のほか、トロール船の設計を下敷きにして最初から軍用艦艇として建造された、漁船としての装備や能力のないものも便宜上分類された。

これらトローラーは北大西洋での対潜哨戒・掃討、航路警備や掃海作業に従事し、多くの戦没艇を出しつつも一定の成果を挙げて活躍した。中には、戦後民間に払い下げられて漁船に改装され、名の通りの本物のトロール船になったものもあった。同種のものとして引き網漁船を下敷きにした「ドリフター（drifter）」もあった。
冷戦期には、いくつかの国がトロール船に電子機器を積んでスパイ船に仕立て、敵国の電子情報の収集（シギント）にあたった。特に、ソビエト海軍は漁船として建造されたものを改造したのではなく、最初から“一見漁船のような外観”の「電子情報収集艇」を建造し、世界各地で情報収集任務に当たらせている。